# Río Plátano biosfärområde
Río Plátano biosfärområde ligger på Río Plátano i regionen La Mosquita i Honduras. Det har varit ett världsarv sedan 1980. Området består av en tropisk regnskog i låglandet. Regnskogen, som är full av vilda djur och en mängd olika växter, ligger på en bergssluttning som går ner mot Karibiska sjön. Det bor omkring 2 000 invånare i området och deras jordbruk och handeln i området har blivit ett hot mot regnskogen. Timmer tas ofta illegalt och det finns planer på att bygga ett vattenkraftverk.
Mellan 1996 och 2007 var Rio Plátano även uppsatt på Listan över hotade världsarv. Det var upptagen på denna lista då man ansåg att människan alltför hårt påverkade den känsliga miljön i regnskogen. Sedan 2011 är världsarvet åter uppsatt på denna lista av samma anledning.